# 馮甦
馮甦（1628年—1692年）。字再來，號蒿庵，浙江臨海涌泉人，清朝政治人物。

## 生平
顺治十四年（1657年）中舉，十五年（1658年）進士，十八年（1661年）授永昌推官。康熙五年（1666年）任澂江知府，九年（1670年）任楚雄知府。十六年（1677年）六月授廣東巡撫，當年十二月入為刑部右侍郎，十八年（1679年）五月升左侍郎。二十年（1681年）致仕歸鄉，讀書於「知還堂」。
著有《滇考》、《滇行紀聞》、《撫粵日記》、《劫灰錄》、《奏議語》、《臺考》、《見聞隨筆》、《石園稿》、《知還堂稿》等書，編纂《楚雄府志》、《台州府志》。